# Nowy Stąporków
Nowy Stąporków (dawn. Stąporków Nowy) – dzielnica w środkowo-wschodniej części miasta Stąporkowa w woj. świętokrzyskim, w powiecie koneckim. Rozpościera się wzdłuż ulicy, między kościołem pw. Wniebowzięcia NMP a Szkołą Podstawową nr 2. Do 1954 roku samodzielna wieś o odrębnej historii administracyjnej od Starego Stąporkowa – głównego ośrodka osadnicznego obecnego miasta Stąporków, związanego z gminą Duraczów.

## Historia
Nowy Stąporków to dawna kolonia. Należał początkowo do gminy Niekłań Wielki w powiecie koneckim w guberni kieleckiej, a od 25 stycznia 1926 do gminy Odrowąż w woj. kieleckim. Tam 4 listopada 1933 utworzył gromadę o nazwie Stąporków Nowy w gminie Odrowąż, składającą się z samej kolonii Stąporków Nowy.  1 kwietnia 1939 wraz z główną częścią powiatu koneckiego włączony do woj. łódzkiego.
Podczas II wojny światowej włączony do Generalnego Gubernatorstwa (dystrykt radomski), nadal jako gromada w gminie Odrowąż, licząca w 1943 roku 159 mieszkańców. Po wojnie początkowo w województwie łódzkim, a od 6 lipca 1950 ponownie w województwa kieleckim, jako jedna z 21 gromad gminy Odrowąż w powiecie koneckim.
W związku z reformą znoszącą gminy jesienią 1954 roku, Stąporków Nowy włączono do nowo utworzonej gromady Stąporków Nowy, której Stąporków Nowy został siedzibą. W skład gromady Stąporków Nowy weszły: Sadykierz i (Stary) Stąporków ze zniesionej gminy Duraczów oraz Nieborów, Koprusa, Miła, Stąporków Nowy i Wołów ze zniesionej gminy Odrowąż. 
Gromada Stąporków Nowy przetrwała zaledwie sześć tygodni, bo już 13 listopada 1954 zniesiono ją w związku z nadaniem jej statusu osiedla o nazwie Stąporków,przez co Stąporków Nowy stał się integralną częścią Stąporkowa. 1 stycznia 1967 osiedlu Stąporków nadano status miasta, w związku z czym Stąporków Nowy stał się obszarem miejskim.